# Старокатаево
Старокатаево (баш. Иҫке Ҡатай) — село в Бакалинском районе Башкортостана, относится к Новокатаевскому сельсовету.

## История
Село было основано в 1632 году башкирами Киргизской волости Казанской дороги на собственных вотчинных землях.

## Географическое положение
Расстояние до:
- районного центра (Бакалы): 11 км,
- центра сельсовета (Новокатаево): 1 км,
- ближайшей ж/д станции (Туймазы): 82 км.

## Население
| 2002 | 2009 | 2010 |
| ---- | ---- | ---- |
| 596  | ↗623 | ↘543 |

Согласно переписи 2002 года, преобладающие национальности — башкиры (58 %), татары (41 %).

## Религия
В селе есть мечеть.